# 吴海涛 (1962年)
吴海涛（1962年10月—），黑龙江青冈人，中华人民共和国外交官，曾任中国常驻联合国日内瓦办事处和瑞士其他国际组织副代表、特命全权裁军事务大使和常驻联合国副代表、中华人民共和国驻西班牙王国特命全权大使兼驻安道尔公国特命全权大使。

## 生平
1985年，进入中华人民共和国外交部工作，先后在外交部新闻司、常驻联合国维也纳办事处和其他国际组织代表团、外交部国际司、常驻联合国日内瓦办事处和瑞士其他国际组织代表团、外交部军控司、常驻联合国代表团任职，后任常驻联合国代表团参赞。2004年，任外交部军控司参赞，后升任副司长。2010年，任常驻联合国日内瓦办事处和瑞士其他国际组织代表团公使衔参赞。2011年12月，出任常驻联合国日内瓦办事处和瑞士其他国际组织副代表、特命全权裁军事务大使。2015年，任外交部网络事务协调员。2016年4月，出任常驻联合国副代表、特命全权大使。2020年4月，出任中华人民共和国驻西班牙大使兼驻安道尔大使。2023年8月，自驻西班牙大使兼驻安道尔大使离任。

## 家庭
已婚，有一子。